# Costes Grans
Les Costes Grans és una costa de muntanya del terme municipal de la Pobla de Segur, al Pallars Jussà.
Estan situades al nord de la vila de la Pobla de Segur, a la dreta del barranc de Vallcarga, al vessant de llevant de la carena que es dreça al nord de la vila, en direcció al poble de Montsor.